# Acrogalumna longipluma
Acrogalumna longipluma är en kvalsterart som först beskrevs av Berlese 1904.  Acrogalumna longipluma ingår i släktet Acrogalumna och familjen Galumnidae.

## Underarter
Arten delas in i följande underarter:
- A. l. longipluma
- A. l. adjarica
- A. l. confluentina